# هفتاد و سومین دوره جوایز اسکار
هفتاد و سومین دوره مراسم اعطای جوایز اسکار (انگلیسی: 73th Academy Awards) در ۲۵ مارس ۲۰۰۱ در شراین ادیتوریوم، لس آنجلس برگزار شد. در این مراسم بهترین فیلم‌های سال ۲۰۰۰ جهان به انتخاب آکادمی علوم و هنرهای تصاویر متحرک جایزه گرفتند.
استیو مارتین مجری این مراسم بود.

## جوایز

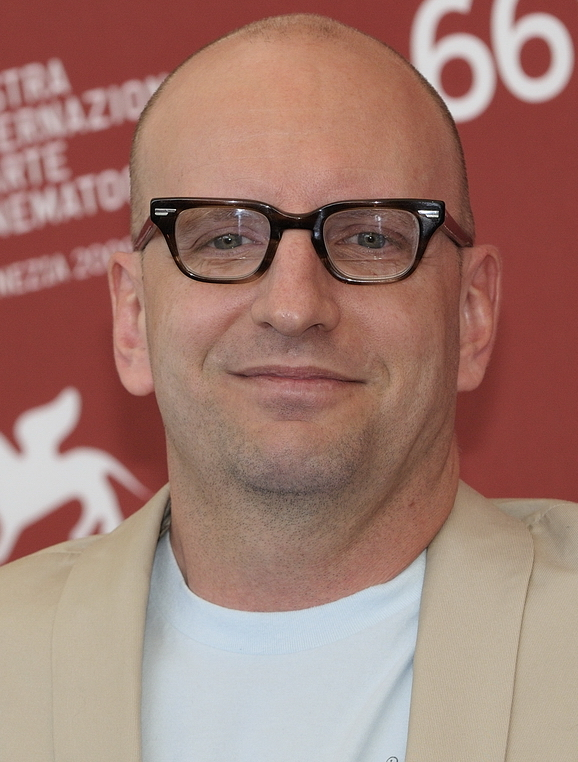
استیون سودربرگ، Best Director winner

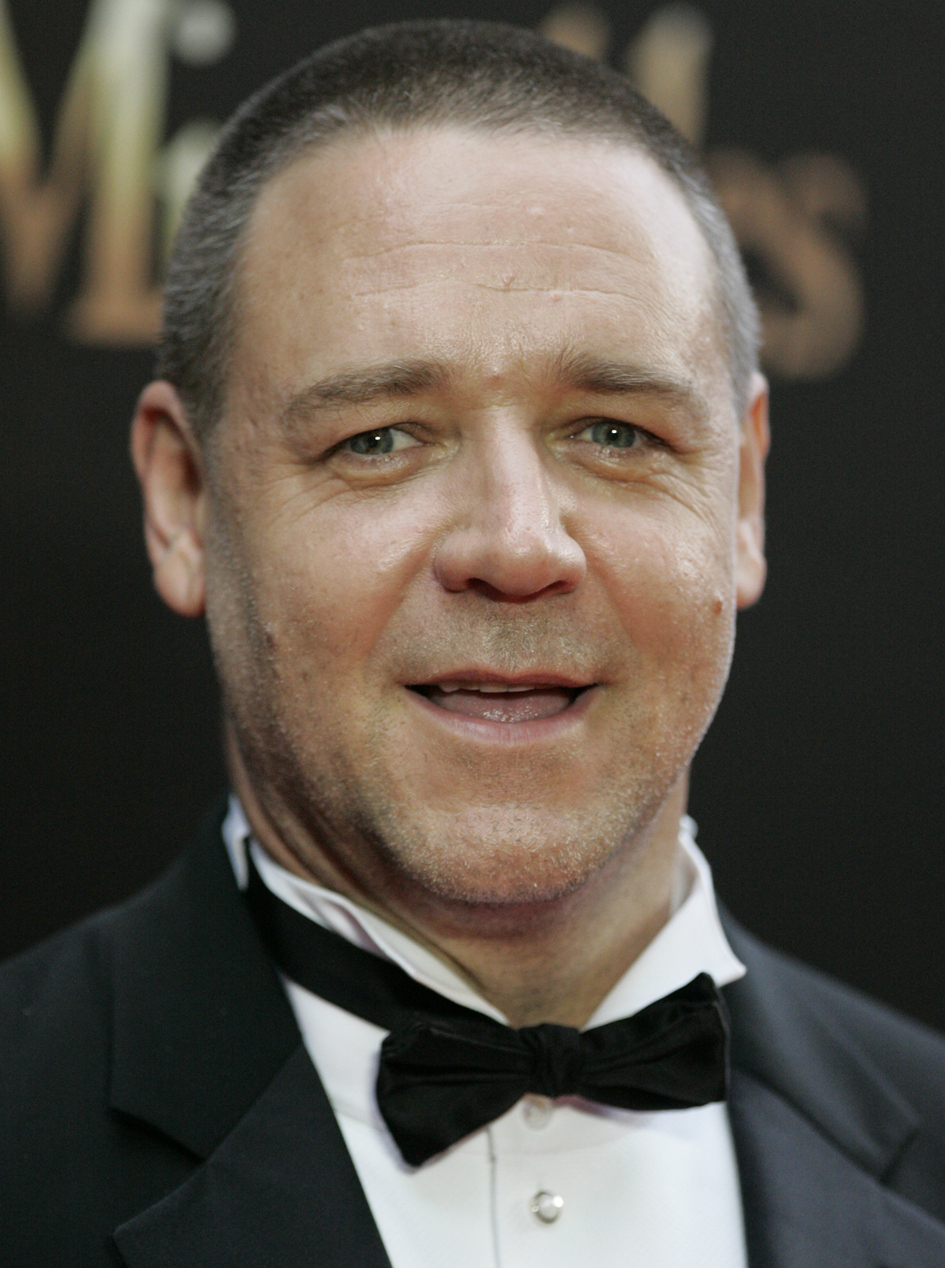
راسل کرو، Best Actor winner

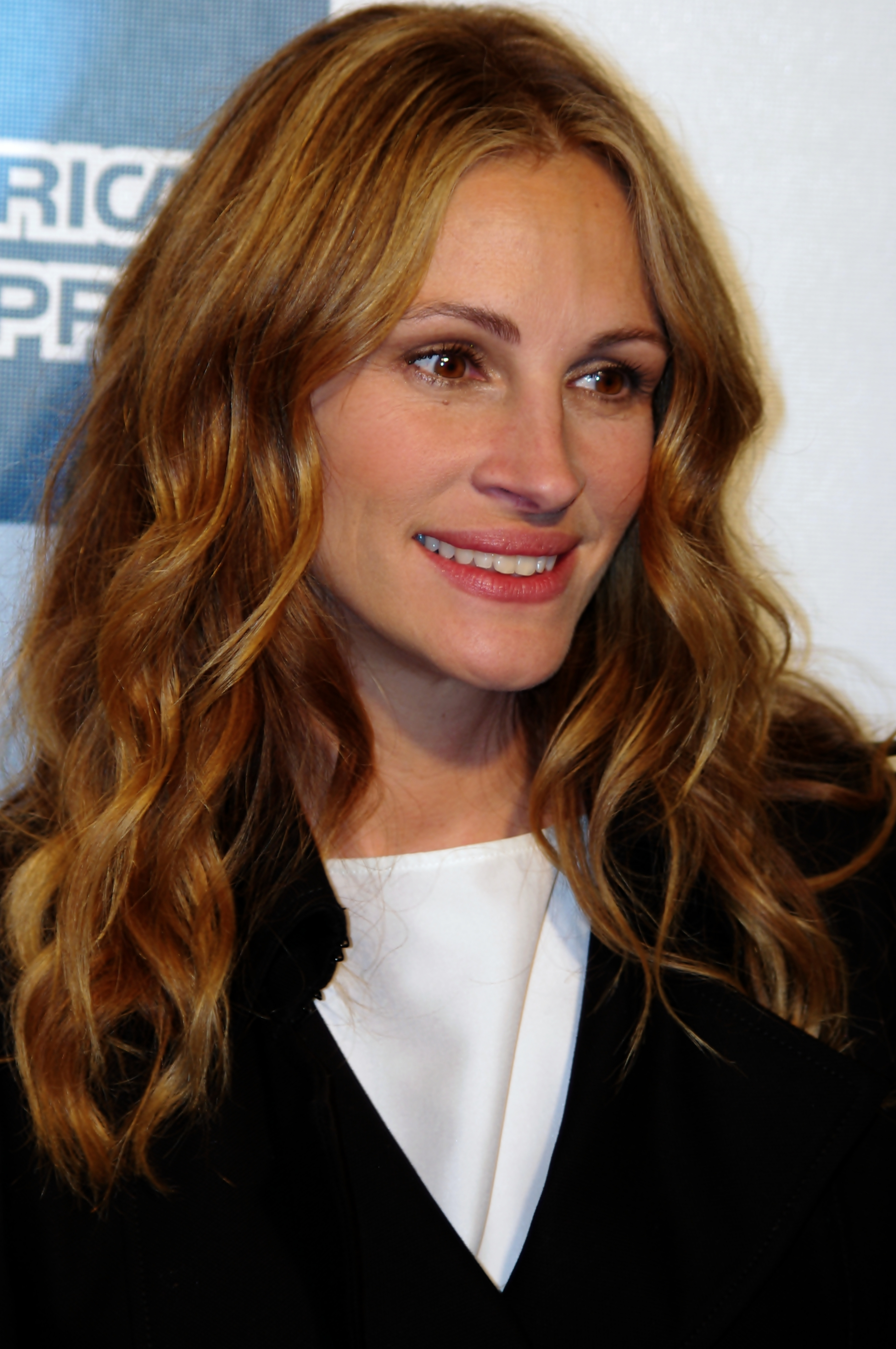
جولیا رابرتس، Best Actress winner

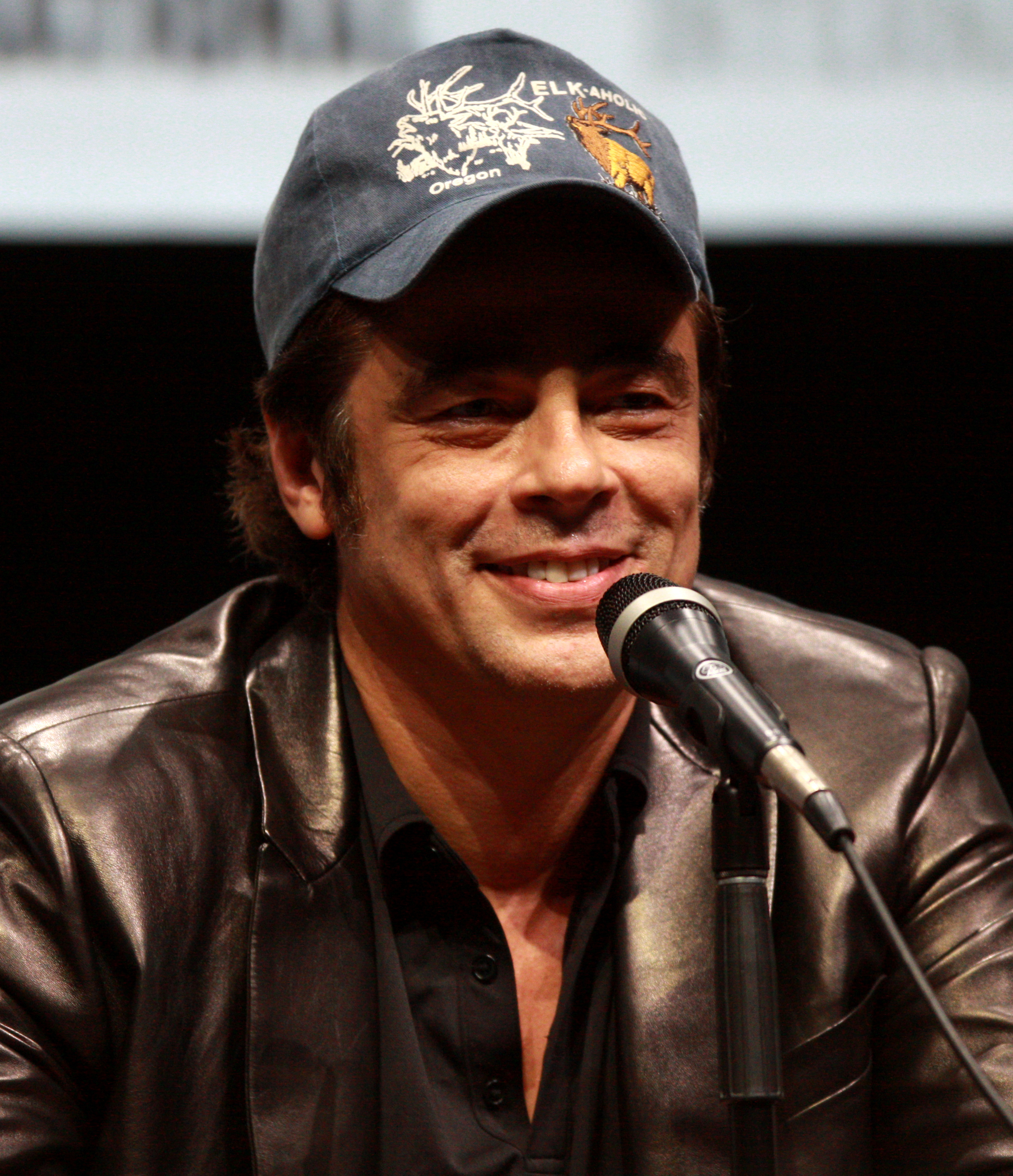
بنیسیو دل تورو، Best Supporting Actor winner

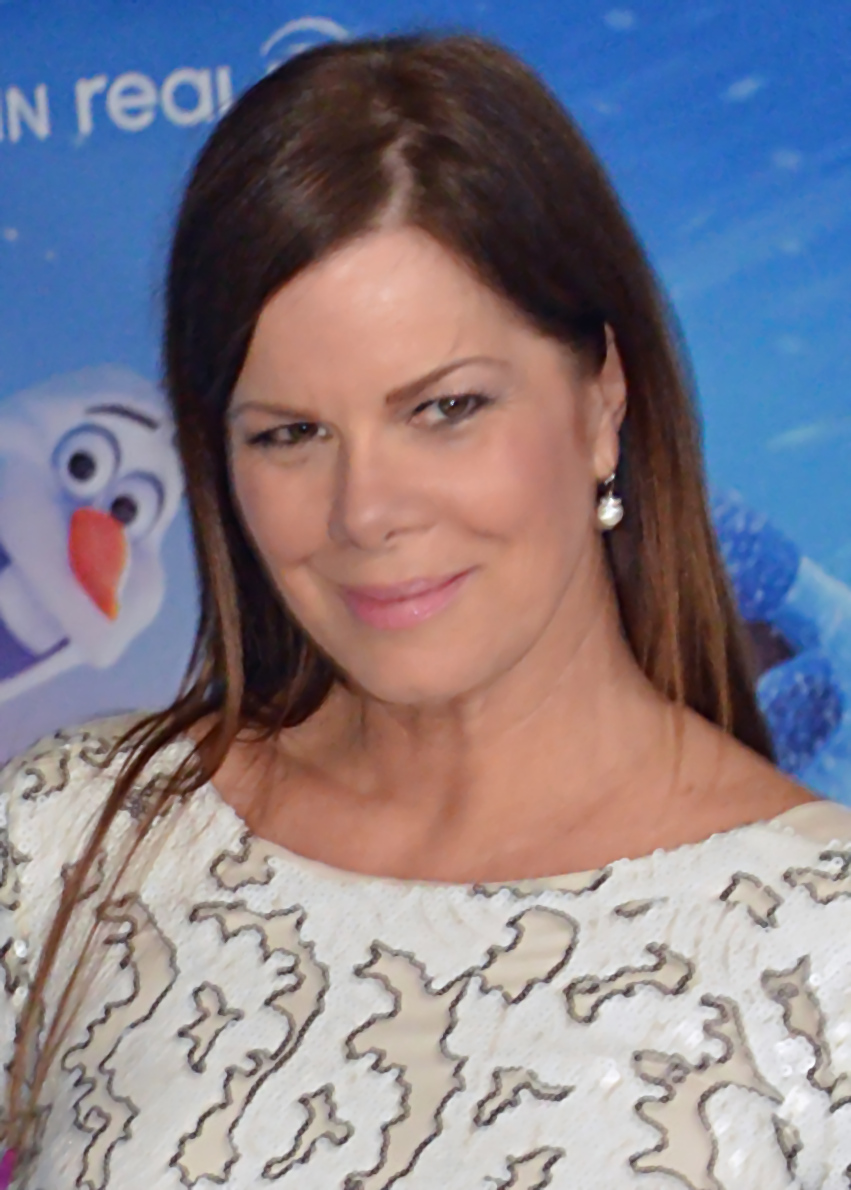
مارسیا گی هاردن، Best Supporting Actress winner

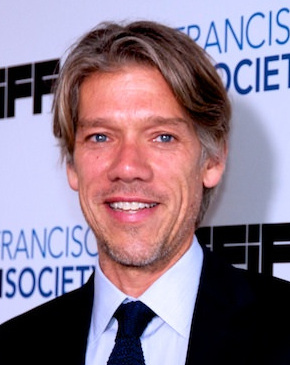
استیون گیگان، Best Adapted Screenplay winner

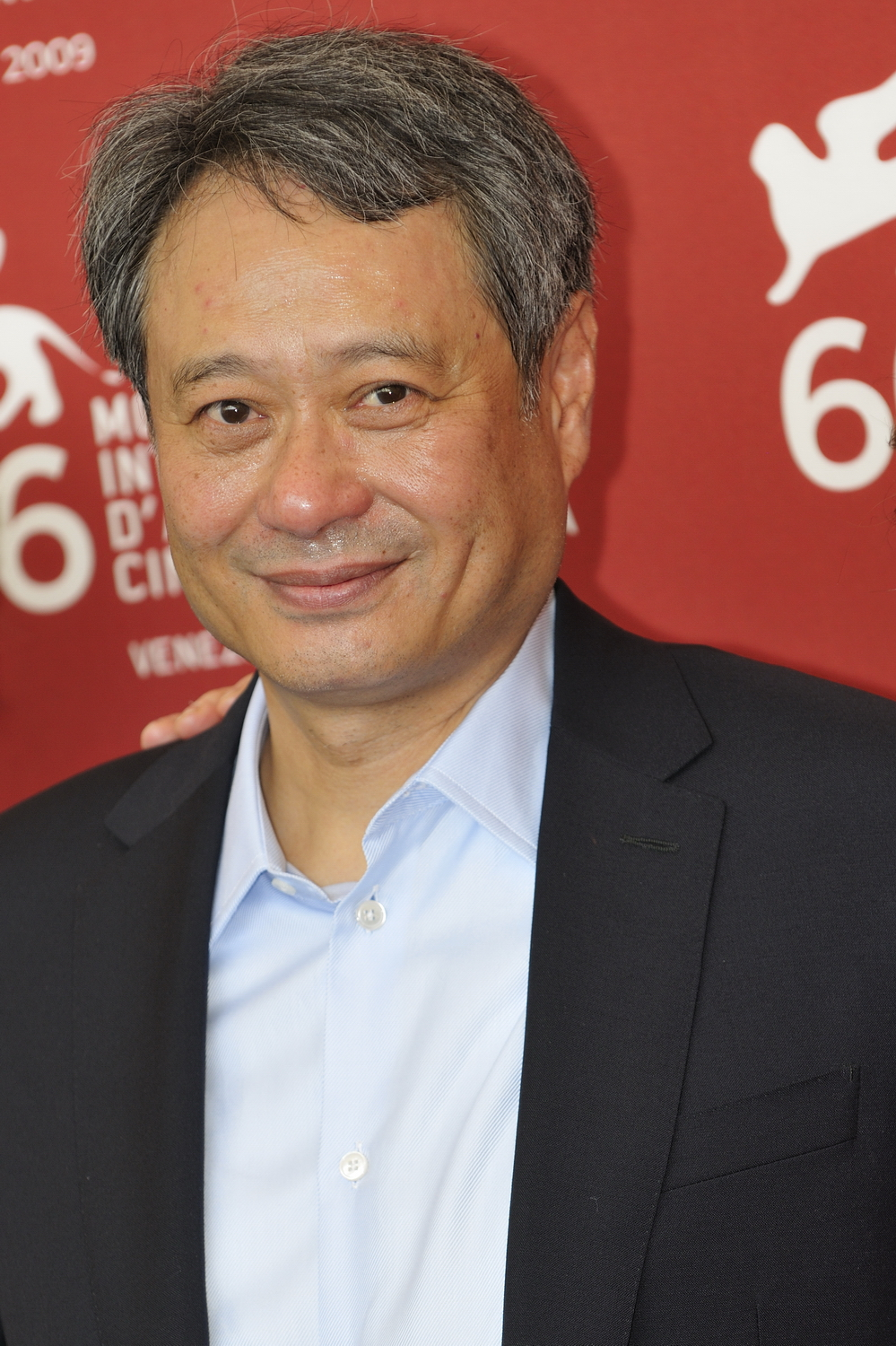
انگ لی، Best Foreign Language Film winner

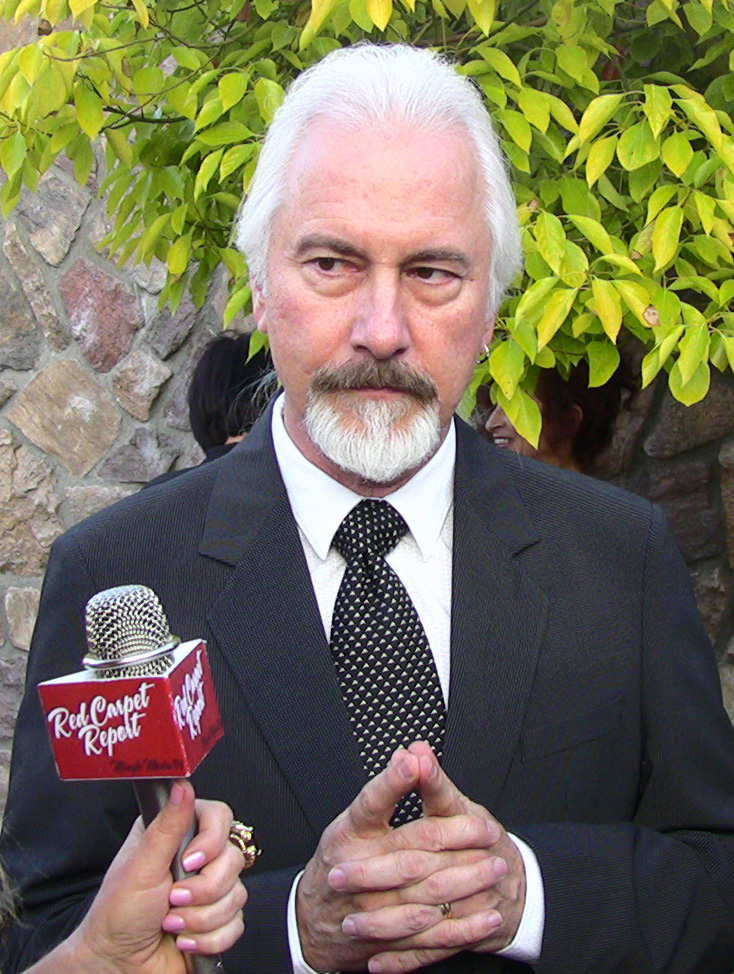
ریک بیکر (چهره‌پرداز), Best Makeup co-winner

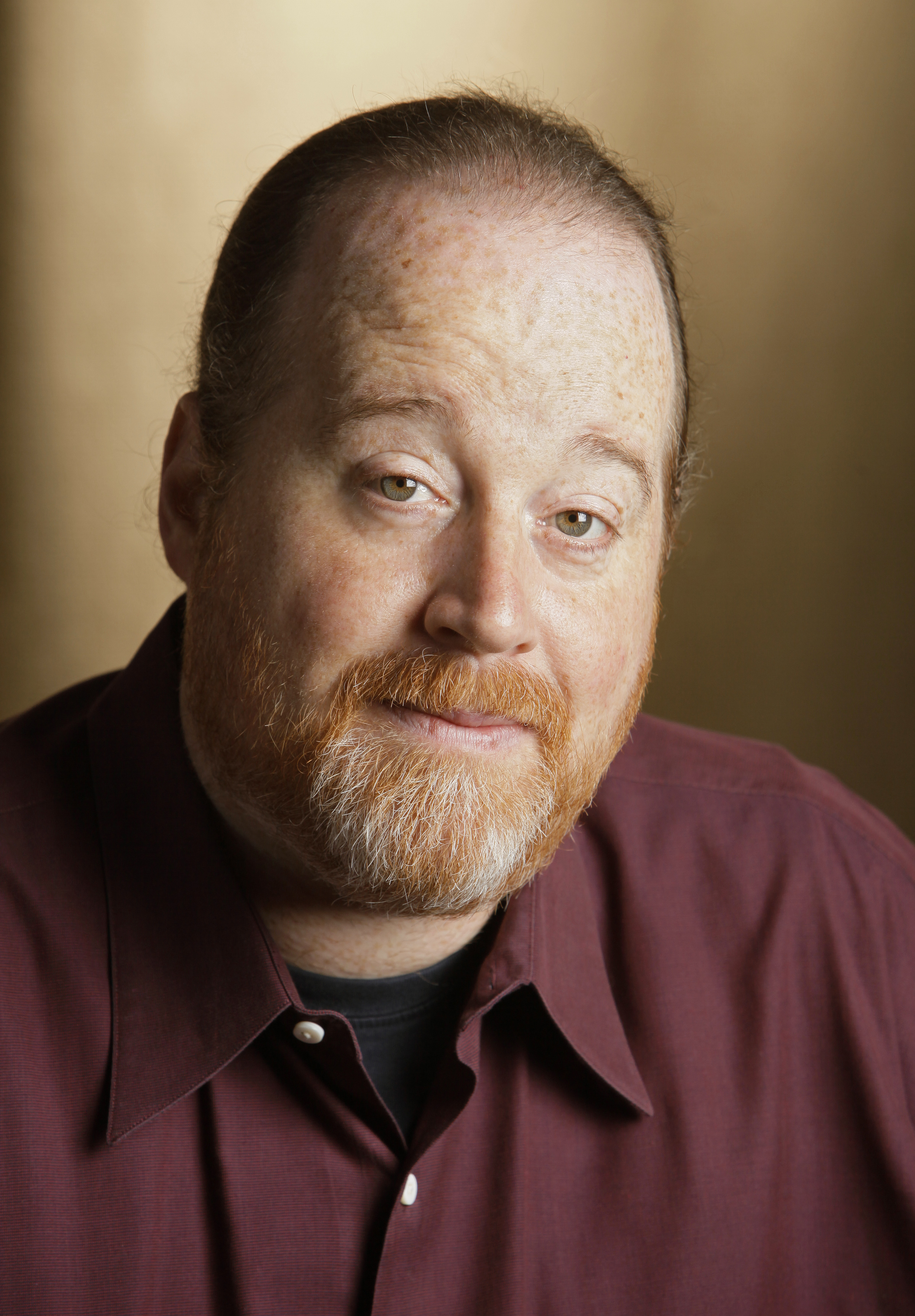
استیون میریون، Best Film Editing winner

برندگان نخست و در حروف برجسته پررنگ فهرست شده‌اند.
| جایزه اسکار بهترین فیلم - گلادیاتور – داگلاس ویک، David Franzoni, و Branko Lustig - شکلات – دیوید براون (تهیه‌کننده), Kit Golden, و Leslie Holleran - ببر خیزان، اژدهای پنهان – ویلیام کانگ، Hsu Li Kong, و انگ لی - ارین براکویچ – دنی دویتو، مایکل شمبرگ، و استیسی شر - قاچاق – Marshall Herskovitz, ادوارد زوئیک، و Laura Bickford | جایزه اسکار بهترین کارگردانی - استیون سودربرگ – قاچاق - استیون دالدری – بیلی الیوت - انگ لی – ببر خیزان، اژدهای پنهان - استیون سودربرگ – ارین براکویچ - ریدلی اسکات – گلادیاتور |
| جایزه اسکار بهترین بازیگر نقش اول مرد - راسل کرو – گلادیاتور در نقش General Maximus Decimus Meridius - خاویر باردم – پیش از آغاز شب در نقش Reinaldo Arenas - تام هنکس – دورافتاده در نقش Chuck Noland - اد هریس – پولاک در نقش جکسون پولاک - جفری راش – قلم‌پرها در نقش the مارکی دو ساد | جایزه اسکار بهترین بازیگر نقش اول زن - جولیا رابرتس – ارین براکویچ در نقش Erin Brockovich - جوآن آلن – رقیب در نقش Laine Hanson - ژولیت بینوش – شکلات در نقش Vianne Rocher - الن برستین – مرثیه‌ای بر یک رؤیا در نقش Sara Goldfarb - لورا لینی – می‌توانی روی من حساب کنی در نقش Sammy Prescott |
| جایزه اسکار بهترین بازیگر نقش مکمل مرد - بنیسیو دل تورو – قاچاق در نقش Javier Rodriguez - جف بریجز – رقیب در نقش President Jackson Evans - ویلم دفو – سایه خون‌آشام در نقش ماکس شرک - آلبرت فینی – ارین براکویچ در نقش Edward L. Masry - واکین فینیکس – گلادیاتور در نقش کومودوس | جایزه اسکار بهترین بازیگر نقش مکمل زن - مارسیا گی هاردن – پولاک در نقش لی کرزنر - جودی دنچ – شکلات در نقش Armande Voizin - کیت هادسون – تقریباً مشهور در نقش Penny Lane - فرانسیس مک‌دورمند – تقریباً مشهور در نقش Elaine Miller - جولی والترز – بیلی الیوت در نقش Georgia Wilkinson |
| جایزه اسکار بهترین فیلم‌نامه غیراقتباسی - تقریباً مشهور – کامرون کرو - بیلی الیوت – Lee Hall - ارین براکویچ – سوزانا گرانت - گلادیاتور – David Franzoni (story و screenplay), جان لوگان (نویسنده) (screenplay) و ویلیام نیکلسون (screenplay) - می‌توانی روی من حساب کنی – کنت لونرگان | جایزه اسکار بهترین فیلم‌نامه اقتباسی - قاچاق – استیون گیگان from Traffik by Simon Moore - شکلات – رابرت نلسون جاکوبز from Chocolat by جوآن هریس - ببر خیزان، اژدهای پنهان – جیمز شیمس، Hui-Ling Wang و Kuo Jung Tsai from Crouching Tiger, Hidden Dragon by Wang Dulu - ای برادر، کجایی؟ – برادران کوئن from ادیسه by هومر - پسران شگفت‌انگیز (فیلم) – استیو کلاوز from Wonder Boys by مایکل شیبن |
| جایزه اسکار بهترین فیلم خارجی‌زبان - ببر خیزان، اژدهای پنهان (تایوان) به زبان ماندارین – انگ لی - عشق سگی (مکزیک) به زبان اسپانیایی – الخاندرو گونسالس اینیاریتو - طعم دیگران (فرانسه) به زبان فرانسوی – انییس ژاوی - Everybody's Famous! (بلژیک) به زبان هلندی و انگلیسی – Dominique Deruddere - Divided We Fall (جمهوری چک) به زبان چکی – Jan Hřebejk                                                                                  | |
| Best Documentary Feature - در آغوش غریبه‌ها: داستان‌هایی از انتقال کودکان – مارک جاناتان هریس و Deborah Oppenheimer - Legacy – Tod Lending - Long Night's Journey into Day – Frances Reid و Deborah Hoffmann - Scottsboro: An American Tragedy – Barak Goodman و Daniel Anker - Sound and Fury – Josh Aronson و Roger Weisberg | Best Documentary Short Subject - Big Mama – Tracy Seretean - Curtain Call – Chuck Braverman و Steve Kalafer - دلفین – Greg MacGillivray و Alec Lorimore - The Man on Lincoln's Nose – Daniel Raim - On Tiptoe: Gentle Steps to Freedom – Eric Simonson و Leelai Demoz |
| جایزه اسکار بهترین فیلم کوتاه - Quiero ser – Florian Gallenberger - By Courier – پیتر ریجرت و Ericka Frederick - One Day Crossing – Joan Stein و Christina Lazaridi - Seraglio – Gail Lerner و Colin Campbell - A Soccer Story – Paulo Machline | جایزه اسکار بهترین پویانمایی کوتاه - پدر و دختر – مایکل دودوک دی ویت - Periwig Maker – Steffen Schäffler و Annette Schäffler - Rejected – Don Hertzfeldt |
| جایزه اسکار بهترین موسیقی فیلم - ببر خیزان، اژدهای پنهان – تان دان - شکلات – ریچل پورتمن - گلادیاتور – هانس زیمر - مالنا – انیو موریکونه - The Patriot – جان ویلیامز | جایزه اسکار بهترین ترانه - "Things Have Changed" from پسران شگفت‌انگیز (فیلم) – موسیقی و ترانه اثر باب دیلن - "A Fool In Love" from ملاقات با والدین – موسیقی و ترانه اثر رندی نیومن - "I've Seen It All" from رقصنده در تاریکی – موسیقی اثر بیورک; ترانه اثر لارس فون تریر و Sjon Sigurdsson - "کوکو لی" from ببر خیزان، اژدهای پنهان – موسیقی اثر Jorge Calandrelli و تان دان; ترانه اثر جیمز شیمس - "My Funny Friend and Me" from زندگی جدید امپراتور – موسیقی اثر استینگ و David Hartley; ترانه اثر استینگ |
| جایزه اسکار بهترین تدوین صدا - یو-۵۷۱ – Jon Johnson - گاوچران‌های فضا – الن رابرت موری و Bub Asman | جایزه اسکار بهترین میکس صدا - گلادیاتور – Scott Millan, باب بیمر و Ken Weston - دورافتاده – رندی تام، Tom Johnson, Dennis S. Sands و William B. Kaplan - The Patriot – Kevin O'Connell, Greg P. Russell و Lee Orloff - کاملاً طوفانی (فیلم) – John T. Reitz, Gregg Rudloff, David E. Campbell و Keith A. Wester - یو-۵۷۱ – Steve Maslow, Gregg Landaker, Rick KlineMusic byIvan Sharrock |
| جایزه اسکار بهترین طراحی صحنه - ببر خیزان، اژدهای پنهان – کارگردان هنری و Set Decoration: Timmy Yip - چگونه گرینچ کریسمس را دزدید – Art Direction: Michael Corenblith; Set Decoration: Merideth Boswell - گلادیاتور – Art Direction: Arthur Max; Set Decoration: Crispian Sallis - قلم‌پرها – Art Direction: Martin Childs; Set Decoration: Jill Quertier - Vatel – Art Direction: Jean Rabasse; Set Decoration: Françoise Benoît-Fresco | جایزه اسکار بهترین فیلمبرداری - ببر خیزان، اژدهای پنهان – پیتر پائو - گلادیاتور – جان ماتیسون (فیلم‌بردار) - مالنا – Lajos Koltai - ای برادر، کجایی؟ – راجر دیکینس - The Patriot – کلب دشانل |
| Best Makeup and Hairstyling - چگونه گرینچ کریسمس را دزدید – ریک بیکر (چهره‌پرداز) و Gail Rowell-Ryan - سلول – Michèle Burke و Edouard Henriques - سایه خون‌آشام – Ann Buchanan and Amber Sibley | جایزه اسکار بهترین طراحی لباس - گلادیاتور – جنتی ییتس - ببر خیزان، اژدهای پنهان – Tim Yip - چگونه گرینچ کریسمس را دزدید – Rita Ryack - ۱۰۲ سگ خالدار – آنتونتی پاول (طراح) - قلم‌پرها – Jacqueline West |
| جایزه اسکار بهترین تدوین - قاچاق – استیون میریون - تقریباً مشهور – جو هاتشینگ و Saar Klein - ببر خیزان، اژدهای پنهان – تیم اسکوایرز - گلادیاتور – پیترو اسکالیا - پسران شگفت‌انگیز (فیلم) – دده آلن | جایزه اسکار بهترین جلوه‌های تصویری - گلادیاتور – John Nelson, نیل کوربلد، Tim Burke و Rob Harvey - مرد توخالی – اسکات ای. اندرسون، Craig Hayes, Scott Stokdyk و Stan Parks - کاملاً طوفانی (فیلم) – Stefen Fangmeier, حبیب زرگرپور، John Frazier و Walt Conti |

## جایزه اسکار افتخاری
- جک کاردیف[۷]
- ارنست لمان[۸]

## جایزه اسکار یادبود ایروینگ جی. تالبرگ
- دینو دلارنتیس[۹]

## فیلم‌های با بیش از یک جایزه یا نامزدی
| نامزدها | فیلم                        |
| ------- | --------------------------- |
| 12      | گلادیاتور                   |
| 10      | ببر خیزان، اژدهای پنهان     |
| ۵       | شکلات                       |
| ۵       | ارین براکویچ                |
| ۵       | قاچاق                       |
| 4       | تقریباً مشهور                |
| ۳       | بیلی الیوت                  |
| ۳       | چگونه گرینچ کریسمس را دزدید |
| ۳       | The Patriot                 |
| ۳       | قلم‌پرها                     |
| ۳       | پسران شگفت‌انگیز (فیلم)      |
| ۲       | دورافتاده                   |
| ۲       | رقیب                        |
| ۲       | مالنا                       |
| ۲       | ای برادر، کجایی؟            |
| ۲       | کاملاً طوفانی (فیلم)         |
| ۲       | پولاک                       |
| ۲       | سایه خون‌آشام                |
| ۲       | یو-۵۷۱                      |
| ۲       | می‌توانی روی من حساب کنی     |

| جوایز | فیلم                    |
| ----- | ----------------------- |
| 5     | گلادیاتور               |
| ۴     | ببر خیزان، اژدهای پنهان |
| ۴     | قاچاق                   |

## به یادبود
The annual In Memoriam tribute, presented by actor جان تراولتا، honored the following people.
| - داگلاس فیربنکس جونیور - ماری ویندسور - بیه ریچاردز - ادوارد آنهالت - بیلی بارتی - جولیوس جی. اپستاین - جورج مونتگومری (هنرپیشه) - رینگ لاردنر جونیور - استیو ریوز - جین پیترز - ویتوریو گاسمن - ژان-پیر آمون - داله ایوانز | - گوئن وردن - استنلی کریمر - جک نیچه - Harold Nicholas - هاوارد دبلیو کوخ - لرتا یونگ - ریچارد فارنزورث - جان گیلگد - جیسون روباردز - کلر تروور - الک گینس - والتر ماتائو |